# Lippitt Morgan
Le Lippitt Morgan (anglais : Lippitt Morgan) est une lignée de la race des chevaux Morgan, originaire du Vermont aux États-Unis. Elle doit son nom à l'éleveur Robert Lippitt Knight, qui l'a préservée de 1927 à 1962, sur la base du travail entamé par Fullerton Phillips depuis 1910. Le Lippitt Club a été créé pour identifier et préserver ces chevaux, considérés comme un héritage vivant de l'histoire des États-Unis d'Amérique. 

## Histoire

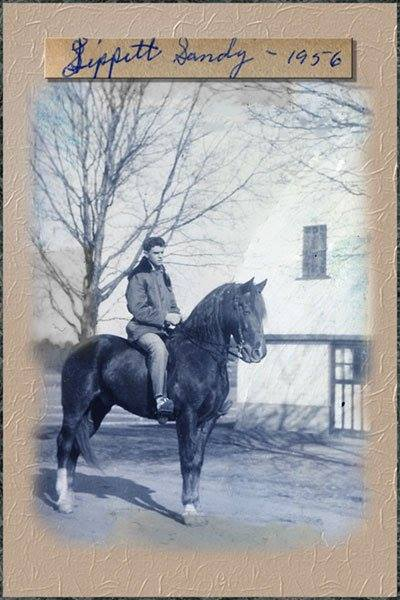
Emerson sur le Morgan Lippitt Sandy en 1956

Il ne s'agit pas véritablement d'une race, mais d'une lignée du Morgan sélectionnée pour sa proximité avec le type originel de cette dernière race, un petit cheval « à tout faire ». La mode pour des chevaux légers destinés aux loisirs a en effet entraîné des croisements chez le Morgan, race établie depuis les débuts du XIXe siècle. La sélection originelle est due à l'éleveur Fullerton Phillips à partir de 1910, qui déplorait que la plupart des chevaux Morgan de son époque aient été croisés avec des trotteurs. Son programme d'élevage visant à retrouver le type traditionnel de cette race est légué à Robert Lippitt Knight, qui tient l'élevage Green Mountain Stock Farm à Randolph, dans le Vermont, de 1927 à 1962. Le 24 septembre 1962, ses chevaux sont vendus aux enchères, et donc dispersés.
Dans les années 1970, un groupe d'éleveurs admiratifs du travail de Robert Lippitt Knight créé le Lippitt Club, destiné à rassembler tous les éleveurs de Morgan désireux de préserver le type ancien de cette race. Ils sélectionnent un groupe de 25 chevaux peu croisés avec d'autres races. L'étalon Peters Ethan Allen 2d 406 apparaît souvent dans leur pedigree.

## Description
Il toise de 1,44 m à 1,54 m, d'après le dictionnaire de CAB International (2016). La robe est généralement foncée.
Un Lippitt Morgan doit obligatoirement descendre de l'étalon fondateur Figure, et ne présenter aucun croisement avec l'American Saddlebred.

## Utilisations
Le Lippitt Morgan est apte tant à la selle qu'à l'attelage.

## Diffusion de l'élevage
Le Morgan étant considéré comme l'une des premières véritables races de chevaux des États-Unis d'Amérique, le Lippitt Morgan est vu comme un héritage vivant de l'histoire de ce pays. Le Lippitt Morgan Country Show est organisé une fois par an ; il a été déménagé à Woodstock en 2002. Sa 44e édition s'est tenue en août 2018.